# イェジィ・ゴルゴン
イェジィ・パヴェウ・ゴルゴン（ポーランド語: Jerzy Paweł Gorgoń, 1949年7月18日 -）は、ポーランド・ザブジェ出身のサッカー選手、サッカー指導者。ポジションはDF。

## 経歴
1970年代のポーランドを代表する長身のセンターバック。ポーランド代表として1972年ミュンヘンオリンピック金メダル、1974年のFIFAワールドカップ・西ドイツ大会3位、1976年モントリオールオリンピック銀メダル、1978年のFIFAワールドカップ・アルゼンチン大会ベスト8進出に貢献するなど、国際Aマッチ55試合に出場し6得点を記録した。
クラブレベルではデビュー以来、地元のグールニク・ザブジェで長年プレーを続け、エクストラクラサ優勝2回（1971年、1972年）、ポーランド・カップ5連覇（1968年から1972年）、1970年のUEFAカップ準優勝に貢献した。キャリアの晩年に海外移籍が認められ1980年から1983年までスイスのFCザンクト・ガレンでプレーをした。現役引退後もFCザンクト・ガレンに留まり、ユース年代や2軍のコーチを務めた。

## 獲得タイトル

### クラブ
- ポーランド・リーグ 優勝：2回 (1970-71, 1971-72)
- ポーランド・カップ 優勝：5回 (1967-68, 1968-69, 1969-70, 1970-71, 1971-72)

### 代表
- FIFAワールドカップ
  - 1974 FIFAワールドカップ 3位
- オリンピック
  - 1972年ミュンヘンオリンピック 金メダル (1972)
  - 1976年モントリオールオリンピック 銀メダル (1976)